# مارین لو پن
مارین لو پن (به فرانسوی: Marine Le Pen) با نام کامل ماریون آن پرین لو پن (به فرانسوی: Marion Anne Perrine Le Pen)؛ (زاده ۵ اوت ۱۹۶۸) سیاستمدار فرانسوی و رهبر اجتماع ملی (با نام پیشین «جبههٔ ملی») از ۱۶ ژانویه ۲۰۱۱ است. حرفه او وکالت است. او دختر جوان‌تر ژان-ماری لو پن و همچنین خاله ماریون مارشال-لو پن است. او از سال ۲۰۰۴ تا ۲۰۱۷ عضو پارلمان اروپا بود و اکنون نماینده مجمع ملی فرانسه است.
مارین لو پن در سال ۲۰۱۰ کاندید رهبری اجتماع ملی شد که در ۵ اکتبر ۱۹۷۲ توسط ژان-ماری لو پن بنیان گذاشته شد. او در کنگره جبهه ملی در تور، اندرولووار موفق شد جانشین ژان-ماری لو پن شود. او در ۱۶ ژانویه ۲۰۱۱ با ۶۷٫۶۵٪ (۱۱٬۵۴۶ رای) به عنوان دومین رئیس جبهه ملی برگزیده شد.
مارین لو پن در سال‌های ۲۰۱۱ و ۲۰۱۵ از سوی مجله تایم در فهرست ۱۰۰ فرد تأثیرگذار جهان قرار گرفت. در سال ۲۰۱۶ پلیتیکو او را به عنوان دومین نماینده اثرگذار پارلمان اروپا پس از رئیس این پارلمان مارتین شولتس رتبه‌بندی کرد.
مارین لو پن در آوریل ۲۰۱۲ از سوی اجتماع ملی نامزد انتخابات ریاست جمهوری فرانسه شد و توانست با کسب ۶٬۴۲۱٬۴۲۶ رأی (معادل ۱۷٫۹۰٪ کل آرا) در رتبه سوم قرار گیرد که در تاریخ مبارزات سیاسی اجتماع ملی تا آن هنگام بی‌نظیر بود. در انتخابات ریاست جمهوری ۲۰۱۷ او با کسب ۲۱٫۳ درصد آرا در دور اول در جایگاه نخست قرار گرفت. در دور دوم او با کسب ۳۳٫۹ درصد آرا رقابت را به امانوئل مکرون واگذار کرد. در انتخابات پارلمانی فرانسه او موفق شد برای نخستین بار به مجمع ملی فرانسه راه یابد.
در تلاشی دیگر در ژوئن ۲۰۱۲ از حوزه انتخابیه یازدهم پا-دو-کاله وارد کارزار انتخابات مجلس فرانسه ۲۰۱۲ شد که رقابت را با اختلاف حدود ۱۰۰ رأی واگذار کرد و نتوانست به مجلس راه یابد. البته در همین انتخابات دو نماینده از فهرست اجتماع ملی از دیگر حوزه‌های انتخاباتی به مجلس فرانسه راه یافتند.
او از پدر ملی‌گرای خود، بسیار دموکرات‌تر و انعطاف‌پذیرتر توصیف شده‌است. او می‌خواهد مهاجرت را به میزان قابل ملاحظه‌ای کاهش دهد. در حالی که پدرش می‌خواست آن را کلاً متوقف کند. او افراد را به خاطر نژادپرستی، یهودستیزی، یا پتنیسم از حزب اخراج کرده‌است. مارین لو پن پس در پی اظهارات بحث‌برانگیز پدرش که گفته بود اتاق‌های گاز ماجرای حاشیه‌ای جزیی در تاریخ بوده‌اند در ۲۰ اوت ۲۰۱۵ او را از حزب اخراج کرد. او همچنین برخی از مواضع سیاسی حزب را منعطف کرد و از اتحاد مدنی برای زوج‌های همجنس حمایت کرد. در حالی حزب او بیشتر مخالف رسمیت قانونی شراکت همجنس بود. مارین لو پن سقط جنین مشروط را پذیرفت و مجازات اعدام را از برنامه‌های خود حذف کرد. او که مخالف آشکار ایالات متحده آمریکا و ناتو است وعده داده فرانسه را از منطقه نفوذ آنها خارج سازد.
در ۱۹ ژوئن ۲۰۱۸ دیوان دادگستری اتحادیه اروپا مارین لو پن، رئیس حزب اتحاد ملی را به پرداخت ۳۰۰ هزار یورو برای بازپرداخت بخشی از پول دریافتی به پارلمان اروپا محکوم کرد. وی به میزان ۵ میلیون یورو از نهادهای اروپایی کلاهبرداری کرده‌ است.

## زندگی شخصی
مارین لو پن از جمله کسانی است که از یک بمب‌گذاری در سال ۱۹۷۶ که به آپارتمان خانواده لو پن در مرکز پاریس آسیب زیادی وارد کرد جان سالم به در برد. با این حادثه فهمید پدرش به خاطر بنیان‌گذاری حزب راست افراطی جبهه ملی به شدت منفور است. لو پن در کتاب زندگی‌نامه خود به نام در برابر امواج می‌نویسد که هم‌مدرسه‌ای‌‌های او به دلیل پدرش به او متلک می‌گفتند و معلم‌ها به خاطر این‌که دختر ژان ماری لو پن بوده است از او بیزار بودند و این باعث ایجاد حس غریبگی در او شده بود.
در ۱۶ سالگی، مادرش با زندگی‌نامه‌نویس پدرش فرار کرد. این موضوع برای او ضایعه بزرگ و دردناکی بود. طوریکه به مدت یک ماه و نیم هر روز استفراغ می‌کرد و توان غذا خوردن نداشت. این جدایی از مادر، او را به پدرش نزدیکتر و اخلاق او را سخت کرد. مادرش برای انتقام از ژان-ماری لو پن در مجله پلی‌بوی عکس‌های نیمه‌ عریان گرفت.
مارین لو پن در اوایل دهه ۱۹۹۰ به عنوان وکیل از دانشگاه پانتئون-آسا فارغ‌التحصیل شد. او در طی سال‌ها از متهمانی که توانایی پرداخت حق وکالت را نداشتند از مهاجران غیرقانونی دفاع می‌کرد. او بعدها در پاسخ به واکنش‌های خود گفت: «اصلاً تناقضی نمی‌بیند. آنها انسان هستند. حقوقی دارند و قرار نیست آنها را به خاطر سیاست‌های مهاجرتی سرزنش کنید». این مواضع او کمکی به بهبود موقعیت کاری وی نکرد. زیرا به دلیل سیاست‌های تندرو پدرش، دیگر وکلا مارین را تحریم کردند. بنابراین در سال ۲۰۰۴ کار وکالت را رها کرد و به دنبال سیاست رفت.
در سال ۲۰۰۵ پس از آنکه ژان-ماری لو پن به یک مجله جناح راست افراطی گفت اشغال فرانسه توسط آلمان نازی حتی به رغم بخش‌های تاریک آن، چندان غیرانسانی نیست مارین لو پن به فکر کناره‌گیری از معاونت پدرش افتاد. گفته می‌شود که در او حتی می‌خواست سیاست را یکسره رها کند. در انتخابات ریاست‌جمهوری سال ۲۰۰۷ هنگامیکه ژان-ماری لو پن تنها ۱۰ درصد آرا را به‌دست آورد مارین لو پن با کنار زدن پدرش در طی چهار سال به ریاست حزب رسید.

## فعالیت سیاسی

### گام‌های نخستین و صعود درون جبهه ملی (۱۹۸۶–۲۰۱۰)
مارین لو پن در ۱۹۸۶ در ۱۸ سالگی به جبهه ملی پیوست.
او در ۱۹۹۸ با انتخاب شدن در شورای نور-پا-دو-کاله نخستین سمت سیاسی خود را آغاز کرد. او پایگاه پارلمانی خود را در ناحیه پیشین معدن زغال سنگی پا-دو-کاله ایجاد کرد. او در سال ۲۰۰۰ رئیس «ژنراسیونز لو پن» انجمنی نزدیک به حزب شد که هدف آن زدودن اهریمن‌نمایی از جبهه ملی بود. او در ۱۹۹۸ به شاخه قضایی جبهه ملی پیوست و تا ۲۰۰۳ آن را رهبری می‌کرد.
او در سال ۲۰۰۰ به کمیته اجرایی اجتماع ملی پیوست و در سال ۲۰۰۳ نایب رئیس جبهه ملی شد. در سال ۲۰۰۶ آقای ژان-ماری لو پن مسئولیت مبارزات انتخاباتی ریاست جمهوری ۲۰۰۷ خود را به او سپرد. در سال ۲۰۰۷ او یکی از دو نواب رئیس اجرایی اجتماع ملی و مسئول تربیت، ارتباطات و تبلیغات آن شد.

### کارزار داخلی برای رهبری جبهه ملی (۲۰۱۰–۲۰۱۱)
نامزدی او مورد حمایت اکثریت مقامات ارشد از جمله ژان-ماری لو پن، بنیان‌گذار جبهه ملی قرار گرفت.
او چهار ماه برای رهبری جبهه ملی مبارزه کرد و در ۵۱ دپارتمان با اعضای جبهه ملی جلسه داشت تا دیدگاه‌های سیاسی و پروژه‌های خود برای حزب را تشریح کند. حامیان رسمی او از همه دپارتمان‌های دیگر بازدید کردند. در سال ۲۰۱۱ لو پن پس از رسیدن به رهبری جبهه ملی، شروع به پاکسازی تصویر نامحبوب حزب کرد و این فرآیند را «اهریمن‌زدایی» می‌خوانند. برای این کار، نژادپرستان تندرو را از حزب اخراج کرد و تلاش کرد تا با یهودیان فرانسه رابطه دوستانه‌ای برقرار کند. لو پن تلاش کرد با تغییر نام حزب از جبههٔ ملی به اجتماع ملی آنرا هرچه بیشتر تلطیف کند.

## رهبری جبهه ملی

### نخستین رقابت در انتخابات ریاست جمهوری (۲۰۱۲)

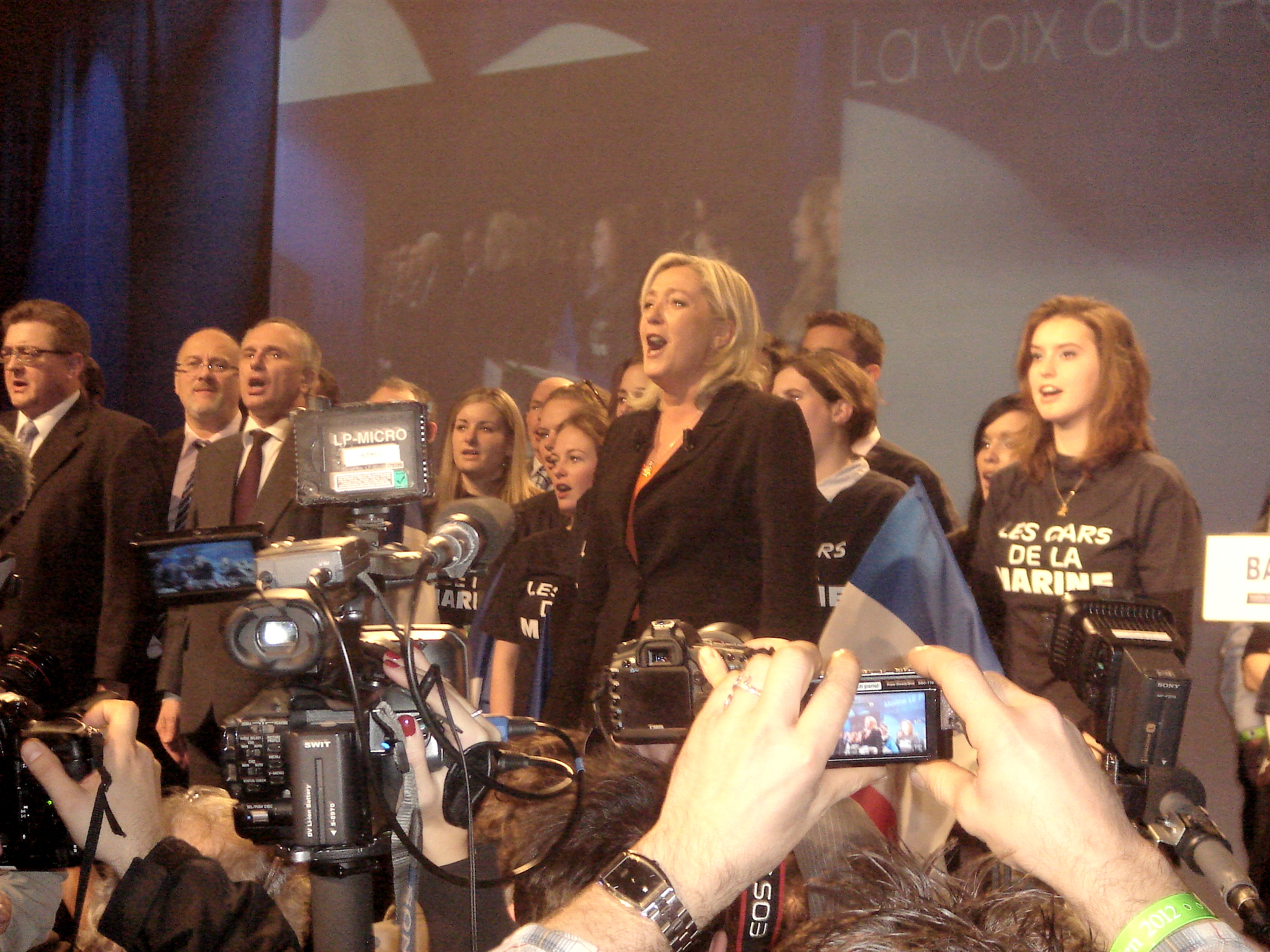
مارین لو پن در حال اعلام نامزدی برای انتخابات ریاست جمهوری ۲۰۱۲

لو پن در انتخابات سال ۲۰۱۲ با کسب ۱۷٫۹۰٪ آرا (۶٬۴۲۱٬۴۲۶ رای) در جایگاه سوم قرار گرفت. درصد و تعداد آرای او از آرای پدرش در انتخابات سال ۲۰۰۲ بیشتر بود.

### نامزدی دوم در انتخابات ریاست جمهوری: ۲۰۱۶–۱۷

نشان‌واره کمپین ۲۰۱۷ لو پن

مارین لو پن نخستین کسی بود که در ۸ آوریل ۲۰۱۶ نامزدی خود را در انتخابات ریاست‌جمهوری فرانسه (۲۰۱۷) اعلام کرد. او در نظرسنجی‌ها از محبوبیت بالایی برخوردار بود. به دلیل مخالفت تقریباً همهٔ بانک‌های فرانسوی با پلتفورم سیاسی لو پن او با مشکل بودجه یابی مواجه شد. به همین دلیل جبهه ملی با وجود تحریم‌های اروپا علیه روسیه ۹ میلیون دلار از بانک اول چک-روسی در مسکو در ۲۰۱۴ قرض گرفت. در فوریه ۲۰۱۶ جبهه ملی تقاضای وام دیگری کرد؛ که هنوز دریافت نشده‌ است.
لو پن در جریان این مبارزات با شماری از رهبران جهان از جمله میشل عون لبنان، ادریس دبی چاد و ولادیمیر پوتین روسیه دیدار کرده‌است.

### رقابت انتخابات ریاست جمهوری (۲۰۲۲)
در ۱۶ ژانویه ۲۰۲۰ لو پن اعلام کرد در انتخابات ۲۰۲۲ به عنوان نامزد شرکت خواهد کرد. در نظرسنجی‌های روزانهٔ صورت گرفته برای این انتخابت وی از بخت بالایی برخوردار و از ۱۸ سپتامبر ۲۰۲۰ پیشتاز بود. لو پن در این انتخابات در جایگاه دوم قرار گرفت و به همراه رئیس‌جمهور مستقر امانوئل مکرون به دور دوم راه یافت. اما در نهایت شکست خورد.

### ممنوعیت از رقابت انتخابات
در مارس ۲۰۲۵ دادگاهی در پاریس، مارین لو پن را به اتهام اختلاس از منابع مالی اتحادیه اروپا مجرم شناخت و او را به پنج سال محرومیت از شغل‌های دولتی و چهار سال زندان (شامل دو زندان تعلیقی) محکوم کرد. مارین لو پن و ۲۰ عضو بلندپایه دیگر حزب اجتماع ملی متهم شدند که با حقوق پرداختی از سوی پارلمان اروپا حقوق دستیاران و منشی‌های حزب خود را پرداخت می‌کردند. او در مقابل، این حکم را محکوم کرد و آنرا یک تصمیم سیاسی خواند و گفت که اجازه نمی‌هد اینگونه از صحنه سیاست فرانسه حذف شود.

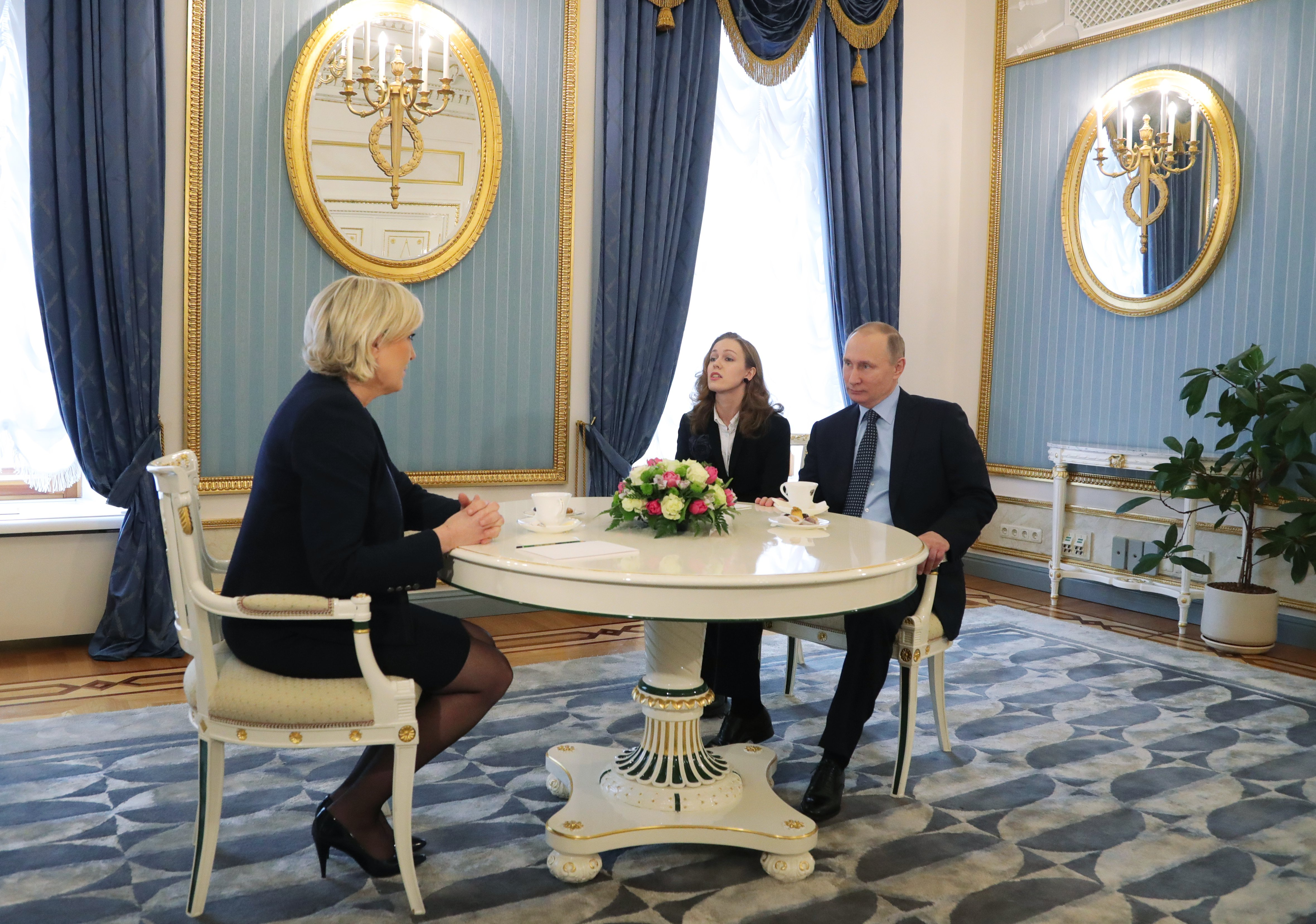
لو پن و پوتین در ۲۴ مارس ۲۰۱۷

## مواضع سیاسی
از دید مارین لو پن اسلامی‌سازی، جهانی‌سازی، اتحادیه اروپا، و یورو تهدیدها علیه زندگی فرانسوی‌ها هستند.

### مهاجرت
لو پن و اجتماع ملی از موضع سرسختانه‌ای در خصوص مهاجرت دارند. آنها اعتقاد دارند چندگانگی فرهنگی با ناکامی مواجه شده و خواهان اسلام‌زدایی از جامعه فرانسه هستند. لو پن خواهان توقف مهاجرت قانونی است. او خواهان لغو قوانینی است که به مهاجرین غیرقانونی اجازه می‌دهد مقیم قانونی شوند و استدلال کرده مزایای ارائه شده به مهاجران باید کم شود تا انگیزه برای مهاجران جدید از بین برود. در پی آغاز بهار عربی و بحران مهاجرتی اروپا او خواهان خروج فرانسه از منطقه شنگن و برقراری دوباره کنترل‌های مرزی شد.

### اقتصاد
در سیاست اقتصادی، لو پن حامی حمایت‌گرایی به عنوان جایگزینی برای تجارت آزاد است. او از ملی‌گرایی اقتصادی، جداسازی بانکداری سرمایه‌گذاری و خرده فروشی، و متنوع ساختن منابع انرژی حمایت می‌کند و مخالف خصوصی‌سازی خدمات دولتی رفاهی، سفته‌بازی در بازارهای بین‌المللی کالا،  و سیاست مشترک کشاورزی است.

### اروپا
لو پن با جهانی شدن، که او آن را مسبب روندهای مختلف اقتصادی منفی می‌داند مخالف است. او با ابراتحادیه ملی و فدرالیزاسیون اتحادیه اروپا مخالف است. در عوض از یک ائتلاف نه چندان همبسته ملت‌های اروپایی حمایت می‌کند.
او خواهان خروج فرانسه از منطقه یورو و یک همه‌پرسی برای خروج فرانسه از اتحادیه اروپا است. اما از سال ۲۰۱۹ دیگر از خروج فرانسه از این اتحادیه و واحد پولی یورو حمایت نمی‌کند. او مخالف صریح  پیمان لیسبون و با عضویت ترکیه و اوکراین به اتحادیه اروپا مخالف است. لو پن وعده داده فرانسه را از ناتو و منطقه نفوذ آمریکا خارج کند. او پیشنهاد داده سازمان تجارت جهانی جایگزین و صندوق بین‌المللی پول برچیده شود.

### مسلمانان
سخنرانی مارین لو پن در جریان جلسه‌ای در کمپین درونی حزب در لیون در ۱۰ دسامبر ۲۰۱۰ موجب جنجال شد. او گفت ممنوع کردن غیرقانونی هفتگی خیابان‌های عمومی و میدان‌ها در سرتاسر فرانسه (از جمله اروندیسمان هجدهم پاریس) برای نمازهای مسلمین مانند اشغال بخش‌هایی از خاک فرانسه است. این واقعیت که او از جنگ جهانی دوم یاد کرده بود. موجب بروز ادعاهایی در رسانه‌ها و سیاست‌مداران شد که او قیاس جنجال‌برانگیزی با اشغال فرانسه به دست آلمانی‌ها انجام داده‌ است.
او  گفته که دیدن مسلمانان در حال نماز در خیابان شبیه به اشغال نازی‌ها است. ابتدا حجاب بیشتر و بیشتر آمد. سپس برقع‌های بیشتر و بیشتر. اکنون تانک و سربازی وجود ندارد. اما این هنوز یک اشغال است و بر مردم سنگینی می‌کند. برخی رسانه‌ها و سیاسیون اظهارات وی را به شدت مورد انتقاد قرار دادند. گروه‌های اسلامی و اتحادیه حقوق بشر فرانسه از این گفته شکایت کردند. امام سابق مسجد جامع پاریس گفت گرچه قیاس وی پرسش‌برانگیز و محکوم کردنی است ولی او سؤال درستی پرسیده‌ است.
لویی الیو از اعضای کمیته اجرایی جبهه ملی، «تلاش برای دستکاری نظر توسط گروه‌های کمونیستی و آنهایی که مسبب واقعی وضعیت کنونی در فرانسه‌اند» را محکوم کرد. او در ۱۳ دسامبر ۲۰۱۳ بیانیه خود را طی کنفرانسی مطبوعاتی در مقر جبهه ملی در نانت تأیید کرد. پس از نظرات ژان فرانسوا کان در BFM TV مارین لو پن «دستکاری حکومتی» دفتر ریاست‌جمهوری با هدف اهریمنی جلوه دادن خود را در نظر عمومی محکوم کرد.
در سال۲۰۱۰ دادستان‌های شهر لیون پرونده‌ای را برای شکایت علیه مارین لو پن در دادگاه باز کردند. اما مصونیت اروپایی وی مانع از محکومیت وی در دادگاه شد. به این ترتیب دادستان ارشد شهر لیون از پارلمان اروپا درخواست رسیدگی به مصونیت اروپایی مارین لو پن کرد. در ۲ ژوئیه ۲۰۱۳ پارلمان اروپا حکم لغو مصونیت سیاسی وی را صادر کرد. مارین لو پن دلیل صدور این حکم را دگراندیش بودن خود خواند و آن را بی‌اهمیت و مسخره دانست.

### روسیه
مارین لو پن به دلیل عدم پشتیبانی داخلی برای شرکت در انتخابات ریاست‌جمهوری ۲۰۲۲ از روسیه درخواست وام ۱۱ میلیون یورویی کرد. در سال ۲۰۱۴ او از رأی‌گیری روسیه در مورد الحاق کریمه به فدراسیون روسیه پشتیبانی کرد.
در سیاست خارجی، لو پن از برقراری شراکت ممتاز با روسیه حمایت می‌کند  و معتقد است اوکراین تحت انقیاد ایالات متحده آمریکا درآمده است. او منتقد شدید سیاست ناتو در منطقه، روس‌هراسی اروپای شرقی،  و تهدید به تحریم اقتصادی است. در پاسخ به حمله ۲۰۲۲ روسیه به اوکراین،  لو پن با وجود موضع پیشین خود در حمایت از روسیه از این حمله انتقاد کرد.

### فمینیسم
در خصوص فمینیسم، لو پن اغلب می‌گوید او خود را در پیشرو دفاع از حقوق زنان و بهبود زندگی زنان فمینیست می‌شناسد. گرچه منتقد چیزی است که او آن را نئوفمینیسم می‌خواند که مشخصه آن به جنگ رفتن زنان علیه مردان است.